# Радиоволна (фильм)
«Радиоволна» (англ. Frequency, 2000) — фильм режиссёра Грегори Хоблита с элементами жанров детективного триллера, семейной драмы, путешествий во времени и альтернативной истории. Сценарий написал Тоби Эммерих. Главные роли исполняют Деннис Куэйд и Джеймс Кэвизел, по сценарию — отец и сын соответственно.
Съёмки проходили в Торонто и Нью-Йорке. Премьера в США состоялась 28 апреля 2000 года.

## Сюжет
Действие фильма происходит в Нью-Йорке в октябре 1999 года. Джон Салливан (Кэвизел) — 36-летний полицейский детектив, по-прежнему переживает смерть своего отца-пожарного Фрэнка (Куэйд) погибшего тридцать лет назад. Проживая в доме, где он вырос, он находит старую любительскую радиостанцию своего отца и начинает радиосеанс.
Из-за необычно активного полярного сияния он обнаруживает, что сумел наладить связь со своим отцом ровно на тридцать лет назад, незадолго до того, как тот погибнет в пожаре. Джон предупреждает отца о том, что тот погибнет, но Фрэнк думает, что его кто-то разыгрывает, и прислушивается к совету лишь на следующий день, когда сбываются рассказы Джона о второй бейсбольной игре Мировой серии 1969 года и о пожаре на заброшенном складе.
Фрэнк спасается из огня, а у Джона появляются новые воспоминания, парадоксально совмещаясь со старыми. В новых воспоминаниях отец умирает от рака лёгких на двадцать лет позже вследствие курения, а мать Джона, медсестра Джулия (Элизабет Митчелл) оказывается жертвой серийного убийцы «Соловья». До того, как Джон спас отца от смерти, «Соловей» убил только трёх медсестёр, а в новой истории его жертвами оказываются десять человек. Поняв, что их радиосвязь изменила ход истории, сын с отцом пытаются отыскать серийного убийцу и предотвратить смерть Джулии и других жертв. 
Отец и сын, продолжающие поддерживать радиосвязь посредством старенькой любительской радиостанции, разрабатывают план по которому отец начинает следить за жертвами маньяка в дни убийств, чтобы спасти их и выследить убийцу. В результате убийца нападает на Фрэнка и не успев убить, забирает из бумажника его водительские права. Во время очередного радиосеанса Фрэнк, по просьбе Джона прячет свой бумажник, на котором остались отпечатки пальцев серийного убийцы, в условленном месте откуда Джон в будущем его тут же забирает. Затем по полицейской базе данных он устанавливает личность убийцы, который в 1969 году был полицейским. 
При помощи водительских прав Фрэнка, настоящий убийца подставляет его перед полицией. Фрэнк рассказывает полицейскому детективу о связи с сыном, но тот не верит ему пока не удостоверяется в пророчествах при просмотре бейсбольного матча. Тем временем, убийца, заподозрив неладное, пытается убить Фрэнка, но тот бежит от него и из полиции. Во время продолжающегося преследования Фрэнку, кажется, удаётся утопить маньяка, но через некоторое время он снова приходит домой к Фрэнку во время очередной его радиосвязи с сыном. Тогда же (во время радиосвязи, но в будущем) он приходит и к сыну. Отец стреляет в убийцу, но только ранит его, в тот момент в будущем у сына он оказывается калекой и Джон его одолевает при помощи подоспевшего, ещё живущего в этой новой реальности, отца.

## Производство
Фильм получил зелёный свет 21 января 1999 года, хотя сценарий был написан гораздо раньше. Сильвестр Сталлоне должен был играть Фрэнка Салливана, но не смог достичь соглашения о гонораре. Также ожидалось, что режиссёром станет Ренни Харлин. Грегори Хоблит в первый раз прочёл сценарий в 1997 году, через 18 месяцев после смерти его отца. 
В 2000 году в интервью после американской премьеры «Радиоволны» он охарактеризовал проект как «рискованный», поскольку у него несколько раз сменялся режиссёр, причём один из них получил вдвое больший бюджет, нежели Хоблит. В том же интервью режиссёр упомянул о другой сложности — поиске актёров на главные роли. Хоблит понял, что для роли Фрэнка Салливана нужен опытный актёр, и выбрал Денниса Куэйда.

## В ролях
| Актёр            | Роль            |
| ---------------- | --------------- |
| Деннис Куэйд     | Фрэнк Салливан  |
| Джеймс Кэвизел   | Джон Салливан   |
| Шоун Дойл        | Джек Шепард     |
| Элизабет Митчелл | Джулия Салливан |
| Андре Брауэр     | Сэтч Де Леон    |
| Мелисса Эррико   | Саманта Томас   |
| Марин Хинкль     | Сисси Кларк     |
| Ноа Эммерих      | Гордо Хёрш      |
| Питер Макнилл    | Бутч Фостер     |

## Телесериал
В 2016 году канал The CW запустил производство телесериала-перезапуска, который следует за сюжетом оригинала довольно близко. Джон Салливан в сериале заменён на женский аналог Рэйми Салливан, которую сыграет Пэйтон Лист. Фрэнк Салливан в данном проекте уже не пожарный, а полицейский. Премьера сериала состоялась 5 октября 2016 года.
В 2016 году также вышел южнокорейский ремейк под названием «Сигнал», однако заимствована только основная концепция. Создатели анонсировали продолжение сериала. В 2018 году Япония представила свою версию уже «Сигнала» (в 2021 году должен выйти второй сезон).

## Музыка
21 сентября 2021 года нидерландский прог-музыкант Арьен Лукассен объявил, что на фильме основывается одна из песен под названием «Bridge of Life» на третьем альбоме его проекта Star One.